# Tara Rosling
Tara Rosling (Vancouver, 16 novembre 1970) è un'attrice canadese.
È nota per aver interpretato l'ambasciatrice vulcaniana T'Rina di Ni'Var nella serie teleivisva Star Trek: Discovery.

## Biografia
Tara Rosling cresce a Vancouver, in Canada, e studia recitazione alla York University di Toronto, dove consegue la laurea. Stabilitasi a Toronto, dal 1993 comincia a lavorare al cinema, in televisione e nel teatro indipendente, apprendo principalmente in ruoli secondari. Affermatasi come attrice teatrale, trascorre due stagioni con lo Stratford Festival di Stratford, in Ontario, e 11 stagioni con lo Shaw Festival di Niagara-on-the-Lake, sempre in Ontario.
Nel 1998 presta la voce al personaggio dei fumetti Marvel Nova / Frankie Raye, nella serie animata Silver Surfer.
Tra il 2018 e il 2019 è nel cast della serie televisiva Impulse, in cui interpreta il personaggio di Esther Miller in 12 episodi. Nel 2000 è nel cast fisso della sitcom di breve durata The War Next Door, dove interpreta il personaggio di Barbara Bush. A questa seguono ruoli secondari ricorrenti, come avvenuto nella serie di fantascienza Impule (2018-2019) e Star Trek: Discovery (2020-2024).
Dal 2020 entra nel cast di Star Trek: Discovery, sesta serie live action del franchise di fantascienza Star Trek e prima dell'Expanded Universe, a partire dalla terza stagione. Tara Rosling vi interpreta il ruolo di T'Rina, ambasciatrice di Ni'Var (precedentemente noto come Vulcano), pianeta fondatore della Federazione dei Pianeti Uniti, rinata e rifondata nel XXXII secolo soprattutto grazie all'arrivo della USS Discovery dal XXIII secolo. T'Rina ha una relazione romantica con il kelpiano Saru (interpretato da Doug Jones), ambasciatore di Kaminar, che finisce con lo sposare. Tara Rosling compare per complessivi 16 episodi, dal 2020 al 2024.

## Vita privata
Tara Rosling vive a Niagara-on-the-Lake. È sposata e ha una figlia.

## Filmografia

### Attrice

#### Cinema
- In the Beginning, regia di Benjamin Wilchfort - cortometraggio (1993)
- Extreme Measures - Soluzioni estreme (Extreme Measures), regia di Michael Apted (1996)
- Tuff Luk Klub, regia di Bill Davidson (1997)
- Space, regia di Tamara Gorski - cortometraggio (1997)
- December 1917, regia di Scott Simpson - cortometraggio (1998)
- I cinque sensi, regia di Jeremy Podeswa (1999)
- Deeply, regia di Sheri Elwood (2000)
- The Uncles, regia di James Allodi (2000)
- Into My Arms, regia di Scot Thiessen Gregory - cortometraggio (2000)
- Makeup, regia di Robert DeLeskie - cortometraggio (2000)
- Happy Place, regia di Helen Shaver (2020)

#### Televisione
- Street Legal - serie TV, episodio 8x05 (1993)
- Double Jepardy, regia di Deborah Dalton - film TV (1996)
- TekWar - serie TV, episodio 1x17 (1996)
- Clausola mentale (Escape Clause), regia di Brian Trenchard-Smith - film TV (1996)
- Giant Mine, regia di Penelope Buitenhuis - film TV (1996)
- Il colpo della metropolitana (The Taking of Pelham One Two Three), regia di Félix Enríquez Alcalá - film TV (1998)
- White Lies, regia di Kari Skogland - film TV (1998)
- Psi Factor (PSI Factor: Chronicles of the Paranormal) - serie TV, episodio 2x18 (1998)
- Highlander: The Raven - serie TV, episodio 1x04 (1998)
- Dead Husbands, regia di Paul Shapiro - film TV (1998)
- Total Recall 2070 - serie TV, episodio 1x08 (1999)
- Ricky Nelson: Original Teen Idol, regia di Sturla Gunnarsson - film TV (1999)
- A Taste of Shakespeare - serie TV, 1 episodio (2000)
- The War Next Door - serie TV, 13 episodi (2000)
- Body & Soul - serie TV, episodio 1x08 (2002)
- Offstage, Onstage: Inside the Stratford Festival, regia di John N. Smith - documentario TV (2002)
- Puppets Who Kill - serie TV, episodio 2x06 (2004)
- Un delitto da milioni di dollari (Murder in the Hamptons), regia di Jerry Ciccoritti (2005)
- Time Bomb, regia di Stephen Gyllenhaal - film TV (2006)
- The Dresden Files - serie TV, episodio 1x06 (2007)
- The Listener - serie TV, episodio 1x04 (2009)
- Cra$h & Burn - serie TV, episodio 1x09 (2010)
- XIII (XIII: The Series) - serie TV, episodi 1x9-1x11-1x13 (2011)
- I misteri di Murdoch (Murdoch Mysteries) - serie TV, episodi 4x10-13x16 (2011-2020)
- Il socio (The Firm) - serie TV, episodi 1x09-1x12 (2012)
- Impulse - serie TV, 12 episodi (2018-2019)
- Ransom - serie TV, episodio 3x10 (2019)
- The Handmaid's Tale - serie TV, episodio 3x06 (2019)
- The Expanse - serie TV, episodi 4x07-4x08 (2019)
- Star Trek: Discovery - serie TV, 16 episodi (2020-2024)
- Accused - serie TV, episodio 1x01 (2023)
- Beacon 23 - serie TV, episodio 2x02 (2024)

### Doppiatrice

#### Televisione
- Silver Surfer - serie animata, 5 episodi (1998) - Nova / Frankie Raye

#### Videogiochi
- Project Earth: Starmageddon (2002)

### Produttrice
- Tuff Luk Klub, regia di Bill Davidson (1997)

## Trasmissioni televisive
- The Ready Room - talk-show (2024)
- A Captain's Log - talk-show (2024)

## Teatro (parziale)
- Saint Joan
- The Heiress
- Last Windermere's Fan
- Twelfth Night